# Marie Grubbe
Marie Grubbe, född 1643, död 1718, var en dansk adelsdam. Grubbe gjorde på sin tid stora skandaler genom att ta sig rätten över sitt eget kärleksliv och sina skandaler och har som sådan blivit föremål för många böcker, operor och skådespel.     
Dotter till länsman Erik Grubbe (1605–92) och Maren Juul (ca. 1608–47). Gift 1660–70 med ståthållare Ulrik Frederik Gyldenløve (1638–1704), son till kung Fredrik III av Danmark och Margrethe Pape; 1673–91 med godsägare Palle Dyre (död 1707); och 1691 med Søren Sørensen Møller. 
Hon var rik arvtagare efter modern och hennes första äktenskap arrangerades av Regitze Grubbe, änka efter kung Kristian IV:s son med Karen Andersdatter. Hon bosatte sig 1664 med maken på Akershus i Oslo. Hon hade förhållande med makens sekreterare Joachim Lambert, en fransman, Blanquefort, och möjligen med svågern Stygge Høeg. 1667 separerade paret: då otrohet var belagt med dödsstraff, tackade hon maken för att han lät henne leva och lovade att inte använda hans namn. 1670 blev de skilda på makens initiativ på kungens tillåtelse. Hon fick behålla sitt arv och tillstånd att gifta om sig. 1673 arrangerade fadern ett nytt äktenskap. Hon hade ett förhållande med den yngre kusken Søren Sørensen Møller, och fadern bad 1690 kungen om tillåtelse att göra henne arvlös och spärra in henne, men maken tillade att han nöjde sig med skilsmässa: hon satt i husarrest till skilsmässan 1691, och ärvde 1692 inget efter fadern. Hon förbjöds vid skilsmässan att gifta om sig i Danmark, och gifte sig därför med Möller i Holsten. De levde sedan kringflackande på tillfälliga arbeten, tills de fick bo på Falster under beskydd av änkedrottning Charlotta Amalia av Hessen-Kassel: efter dennas död levde hon på fattighjälp. Hon sade till Ludvig Holberg 1711 att hon varit lyckligare med Möller än någon annan.

## I kulturen
Marie Grubbe har varit inspiration för många konstnärer, bl.a. Ludvig Holberg: och som föremål för många böcker, som Kysse-Marie av Juliane Preisler, Steen Steensen Blichers Brudstykker af en Landsbydegns Dagbog, 1824, J.P. Jacobsen Fru Marie Grubbe, 1876, H.C. Andersen (Hønse-Grethes Familie, 1869); till opera av komponisten Ebbe Hamerik, Marie Grubbe, 1940, och ett drama av Sven Lange.